# サンドロ・ロサティ
サンドロ・ロサティ（イタリア語: Sandro Rosati 1958年3月7日 - ）は、イタリアのローマ出身の柔道選手。階級は65kg級。身長172cm。

## 人物
1977年のヨーロッパジュニア65kg級で2位になった。1983年の地中海競技大会で2位になると、世界選手権では銅メダルを獲得した。翌年のロサンゼルスオリンピックでは5位に終わりメダルを獲得できなかった。1985年の世界選手権では7位だった。

## 主な戦績
- 1974年 - ヨーロッパカデ選手権　軽量級　3位
- 1975年 - ヨーロッパカデ選手権　軽量級　3位
- 1977年 - 世界軍人選手権大会　3位
- 1977年 - ヨーロッパジュニア　2位
- 1978年 - 世界軍人選手権大会　3位
- 1980年 - 世界軍人選手権大会　2位
- 1981年 - ドイツ国際　優勝
- 1981年 - イギリス国際　優勝
- 1983年 - 地中海競技大会　2位
- 1983年 - 世界選手権　3位
- 1984年 - ロサンゼルスオリンピック　5位
- 1984年 - 世界軍人選手権大会　優勝
- 1985年 - 世界選手権　7位